# Peter Higgs
Peter Ware Higgs (født 29. maj 1929, død 8. april 2024) var en britisk teoretisk fysiker og professor ved University of Edinburgh. Han er kendt for i 1960'erne at forudsige eksistensen af den såkaldte Higgs-partikel, hvilken forudsigelse indbragte ham og François Englert Nobelprisen i Fysik 2013.